# Morti nel 1852
| Questa pagina contiene informazioni ricavate automaticamente dalle voci biografiche con l'ausilio del template Bio e di un bot. L'aggiornamento è periodico e automatico e ricostruisce completamente la pagina. Se manca una persona in questa lista, sei pregato di non aggiungerla, ma accertati piuttosto che la sua voce biografica contenga il template Bio e che i dati anagrafici siano correttamente compilati. Se il template Bio manca, inseriscilo tu stesso o, in alternativa, metti l'avviso {{tmp\|Bio}} che ne segnala la mancanza. Se i dati riportati sono sbagliati, correggi direttamente la voce biografica; le modifiche saranno visibili in questa lista entro pochi giorni. Per chiarimenti vedi il progetto biografie. La lista contiene solo le 238 persone che sono citate nell'enciclopedia e per le quali è stato implementato correttamente il template Bio. Pagina aggiornata al 26 lug 2025. |

## Gennaio(18)
- 1º gennaio - John George Children, chimico, mineralogista e naturalista britannico (n. 1777)
- 4 gennaio - Frances Miriam Whitcher, scrittrice e umorista statunitense (n. 1811)
- 4 gennaio - Mordecai Ghirondi, rabbino e scrittore italiano (n. 1799)
- 6 gennaio - Louis Braille, inventore francese (n. 1809)
- 6 gennaio - Virgil von Helmreichen zu Brunnfeld, esploratore e geologo austriaco (n. 1805)
- 8 gennaio - Raimondo Guarini, storico, archeologo e epigrafista italiano (n. 1765)
- 9 gennaio - Amir Kabir, politico persiano (n. 1807)
- 10 gennaio - Heinrich Wilhelm Grauert, filologo classico tedesco (n. 1804)
- 11 gennaio - Carlo Afan de Rivera, militare e ingegnere italiano (n. 1779)
- 12 gennaio - Gioacchino Giuseppe Serangeli, pittore italiano (n. 1768)
- 13 gennaio - Fabian Gottlieb von Bellingshausen, esploratore e militare russo (n. 1778)
- 14 gennaio - Alessandro Gherardesca, architetto e ingegnere italiano (n. 1777)
- 16 gennaio - Marco Arese Lucini, VI conte di Barlassina, nobile e politico italiano (n. 1770)
- 18 gennaio - Ferdinando Agostini Venerosi della Seta, politico, patriota e militare italiano (n. 1823)
- 21 gennaio - Friedrich von Roth, giurista tedesco (n. 1780)
- 24 gennaio - Ján Kollár, scrittore, archeologo e scienziato slovacco (n. 1793)
- 28 gennaio - Carlo Pisani Dossi, rivoluzionario, militare e nobile italiano (n. 1780)
- 30 gennaio - Modesto Destefanis, politico italiano (n. 1785)

## Febbraio(14)
- 2 febbraio - François Libermann, presbitero francese (n. 1802)
- 5 febbraio - Giuseppe Boccaccio, pittore e scenografo italiano (n. 1790)
- 13 febbraio - Niccolò Puccini, filantropo e mecenate italiano (n. 1799)
- 15 febbraio - Giovanni Torti, poeta italiano (n. 1774)
- 17 febbraio - William Thompson, naturalista irlandese (n. 1805)
- 20 febbraio - Antonio Francesco Orioli, cardinale e vescovo cattolico italiano (n. 1778)
- 22 febbraio - Castruccio Castracane degli Antelminelli, cardinale e vescovo cattolico italiano (n. 1779)
- 23 febbraio - Carlos Antonio Carrillo, politico e militare statunitense (n. 1783)
- 23 febbraio - Giuseppe Patania, artista italiano (n. 1780)
- 24 febbraio - Carlo Giovanni Battista Grillo, avvocato, magistrato e politico italiano (n. 1780)
- 25 febbraio - Thomas Moore, poeta, commediografo e attore teatrale irlandese (n. 1779)
- 26 febbraio - Hélène Jégado, serial killer francese (n. 1803)
- 26 febbraio - Daniel Murray, arcivescovo cattolico irlandese (n. 1768)
- 27 febbraio - Jean-Toussaint Merle, drammaturgo, librettista e giornalista francese (n. 1785)

## Marzo(21)
- 2 marzo - Klementyna Czartoryska, nobile polacca (n. 1780)
- 3 marzo - Auguste Marmont, generale francese (n. 1774)
- 3 marzo - Teresa Eustochio Verzeri, religiosa italiana (n. 1801)
- 4 marzo - Nikolaj Vasil'evič Gogol', scrittore e drammaturgo russo (n. 1809)
- 5 marzo - Sophie Gay, scrittrice francese (n. 1776)
- 7 marzo - Jacopo Ferretti, librettista e poeta italiano (n. 1784)
- 7 marzo - Heinrich Wilhelm von Hinckeldey, generale tedesco (n. 1793)
- 9 marzo - Bernardino Drovetti, collezionista d'arte, esploratore e diplomatico italiano (n. 1776)
- 10 marzo - Carl Gotthelf Todt, rivoluzionario, avvocato e politico tedesco (n. 1803)
- 14 marzo - Fleury François Richard, pittore francese (n. 1777)
- 15 marzo - Giuseppe Bertini, letterato, scrittore e compositore italiano (n. 1759)
- 18 marzo - Friedrich Wilhelm Carové, filosofo tedesco (n. 1789)
- 19 marzo - Zoé Talon, francese (n. 1785)
- 21 marzo - Tommaso Bernetti, cardinale italiano (n. 1779)
- 21 marzo - Maria Sofia Federica d'Assia-Kassel, regina (n. 1767)
- 22 marzo - Frederick West, politico inglese (n. 1767)
- 22 marzo - Jeremiah Morrow, politico statunitense (n. 1771)
- 23 marzo - Carlo Amati, architetto italiano (n. 1776)
- 23 marzo - Matthieu Bonafous, agronomo e botanico francese (n. 1793)
- 28 marzo - Giovanni Marchetti, poeta e politico italiano (n. 1790)
- 30 marzo - François Perravex, politico francese

## Aprile(23)
- 4 aprile - Vasilij Andreevič Žukovskij, poeta e traduttore russo (n. 1783)
- 4 aprile - Ida di Sassonia-Meiningen, principessa tedesca (n. 1794)
- 5 aprile - Pietro VII di Alessandria, vescovo cristiano orientale egiziano
- 5 aprile - Felix Schwarzenberg, politico e diplomatico austriaco (n. 1800)
- 6 aprile - François-Louis Cailler, imprenditore svizzero (n. 1796)
- 7 aprile - Cornelis Richard Anton van Bommel, vescovo cattolico olandese (n. 1790)
- 10 aprile - John Howard Payne, attore teatrale e drammaturgo statunitense (n. 1791)
- 13 aprile - William Ramsay, I barone di Panmure, politico scozzese (n. 1771)
- 16 aprile - Paolo Federico di Württemberg, principe (n. 1785)
- 17 aprile - Étienne Maurice Gérard, generale francese (n. 1773)
- 17 aprile - Leonardo Moccia, vescovo cattolico italiano (n. 1801)
- 21 aprile - Ivan Aleksandrovič Nabokov, generale russo (n. 1787)
- 22 aprile - Francesco Boni, presbitero italiano (n. 1773)
- 22 aprile - Avram Petronijević, politico serbo (n. 1791)
- 22 aprile - Pier Dionigi Pinelli, politico italiano (n. 1804)
- 23 aprile - Pietro Paolo Caruana, pittore e litografo maltese (n. 1793)
- 23 aprile - Hadji Murad, condottiero russo
- 23 aprile - Christoph Heinrich Pfaff, medico, chimico e fisico tedesco (n. 1773)
- 24 aprile - Leopoldo di Baden, sovrano tedesco (n. 1790)
- 24 aprile - Giosuè Maria Saggese, arcivescovo cattolico italiano (n. 1800)
- 25 aprile - Álvares de Azevedo, scrittore, poeta e saggista brasiliano (n. 1831)
- 26 aprile - Michele Navazio, vescovo cattolico italiano (n. 1796)
- 26 aprile - Charles Athanase Walckenaer, naturalista e letterato francese (n. 1771)

## Maggio(15)
- 2 maggio - Ottavio Moreno, abate, avvocato e politico italiano (n. 1777)
- 3 maggio - Sara Coleridge, scrittrice e traduttrice inglese (n. 1802)
- 5 maggio - Elijah Hunt Mills, politico statunitense (n. 1776)
- 6 maggio - William B. Bulloch, politico statunitense (n. 1777)
- 8 maggio - Giuseppe Jappelli, ingegnere e architetto italiano (n. 1783)
- 9 maggio - Giuseppe Giacomo Battig, pittore italiano (n. 1820)
- 14 maggio - Emanuele Pes di Villamarina, militare e politico italiano (n. 1777)
- 15 maggio - Tomás Godoy Cruz, politico argentino (n. 1791)
- 15 maggio - Louisa Adams, first lady statunitense (n. 1775)
- 16 maggio - Edoardo di Sassonia-Altenburg, nobile tedesco (n. 1804)
- 18 maggio - Annibale Di Saluzzo, politico e militare italiano (n. 1776)
- 20 maggio - Mario Pieri, letterato italiano (n. 1776)
- 21 maggio - Carl Franz Anton Ritter von Schreibers, naturalista, zoologo e botanico austriaco (n. 1775)
- 28 maggio - Eugène Burnouf, storico delle religioni e orientalista francese (n. 1801)
- 28 maggio - Franz Gundaker von Colloredo-Mansfeld, militare e nobile austriaco (n. 1802)

## Giugno(17)
- 4 giugno - James Pradier, scultore e pittore svizzero (n. 1790)
- 5 giugno - Johann Andreas Buchner, farmacologo tedesco (n. 1783)
- 6 giugno - Placido Mandanici, compositore italiano (n. 1799)
- 12 giugno - Xavier de Maistre, militare, scrittore e pittore italiano (n. 1763)
- 13 giugno - Johann Friedrich Treml, pittore austriaco (n. 1816)
- 15 giugno - Friedrich Groos, filosofo e psichiatra tedesco (n. 1768)
- 16 giugno - Carlo Marin, funzionario e poeta italiano (n. 1773)
- 21 giugno - Friedrich Fröbel, pedagogista e filosofo tedesco (n. 1782)
- 23 giugno - Karl Pavlovič Brjullov, pittore russo (n. 1799)
- 23 giugno - Michail Nikolaevič Zagoskin, drammaturgo e scrittore russo (n. 1789)
- 26 giugno - Guglielmo Bechi, archeologo, architetto e teorico dell'architettura italiano (n. 1791)
- 28 giugno - Wilhelm Hisinger, chimico svedese (n. 1766)
- 28 giugno - Joseph Récamier, ginecologo francese (n. 1774)
- 28 giugno - Emanuele di Mensdorff-Pouilly, generale austriaco (n. 1777)
- 29 giugno - Joseph de Cadoudal, generale francese (n. 1784)
- 29 giugno - Henry Clay, politico statunitense (n. 1777)
- 29 giugno - Georg Heinrich von Langsdorff, naturalista, esploratore e scienziato tedesco (n. 1774)

## Luglio(15)
- 5 luglio - Giambattista Bassi, pittore italiano (n. 1784)
- 5 luglio - Giovanni Battista Spangher, patriota, politico e giudice italiano (n. 1802)
- 8 luglio - Baldassarre Audiberti, religioso francese (n. 1761)
- 12 luglio - Pieter Christoffel Wonder, pittore olandese (n. 1780)
- 17 luglio - Salvadore Cammarano, librettista e commediografo italiano (n. 1801)
- 21 luglio - Rocco Beneventano, giurista e politico italiano (n. 1777)
- 22 luglio - Rémi Joseph Isidore Exelmans, generale francese (n. 1775)
- 24 luglio - Mario Musumeci, architetto italiano (n. 1778)
- 25 luglio - Jean-Jacques Feuchère, scultore francese (n. 1807)
- 25 luglio - Gaspard Gourgaud, generale francese (n. 1783)
- 28 luglio - Stephen Allen, politico statunitense (n. 1767)
- 28 luglio - Andrew Jackson Downing, architetto del paesaggio e scrittore statunitense (n. 1815)
- 29 luglio - John Wentworth Loring, ammiraglio britannico (n. 1775)
- 30 luglio - Tommaso Sergiusti, politico italiano (n. 1780)
- 31 luglio - Simon-Jude Honnorat, storico, linguista e naturalista francese (n. 1783)

## Agosto(15)
- 5 agosto - František Ladislav Čelakovský, poeta ceco (n. 1799)
- 6 agosto - Pietro Borsieri, scrittore e patriota italiano (n. 1788)
- 8 agosto - Maria Drago, italiana (n. 1774)
- 8 agosto - Carlo Giusto de Torresani Lanzfeld, militare austriaco (n. 1779)
- 9 agosto - Casimir Lefaucheux, inventore francese (n. 1802)
- 14 agosto - Bianco Luno, tipografo danese (n. 1795)
- 14 agosto - Margaret Taylor, first lady statunitense (n. 1788)
- 15 agosto - Johan Gadolin, chimico, mineralogista e geologo finlandese (n. 1760)
- 17 agosto - Pompeo Litta Biumi, storico, militare e politico italiano (n. 1781)
- 18 agosto - Alexander Hamilton, X duca di Hamilton, nobile, politico e collezionista d'arte scozzese (n. 1767)
- 19 agosto - Alberto Montecuccoli-Laderchi, politico e diplomatico austriaco (n. 1802)
- 27 agosto - Luigi Fantini, vescovo cattolico italiano (n. 1803)
- 27 agosto - Anna Fux, soprano e pianista austriaco (n. 1772)
- 28 agosto - Angelo Bellani, fisico italiano (n. 1776)
- 29 agosto - Pietro Paolo Parzanese, presbitero, poeta e traduttore italiano (n. 1809)

## Settembre(19)
- 2 settembre - Emilio Pugliese, poeta, rivoluzionario e patriota italiano (n. 1811)
- 3 settembre - Johann Karl Simon Morgenstern, filologo classico tedesco (n. 1770)
- 4 settembre - William MacGillivray, naturalista britannico (n. 1796)
- 5 settembre - Sergej Sergeevič Gagarin, politico, impresario teatrale e principe russo (n. 1795)
- 8 settembre - Pëtr Michajlovič Volkonskij, generale russo (n. 1776)
- 14 settembre - Augustus Welby Northmore Pugin, architetto e designer inglese (n. 1812)
- 14 settembre - Arthur Wellesley, I duca di Wellington, generale e politico britannico (n. 1769)
- 17 settembre - Francisco Javier Echeverría, politico messicano (n. 1797)
- 19 settembre - Henry Thomas Peters, ebanista britannico (n. 1792)
- 19 settembre - Emilia de Rodat, religiosa francese (n. 1787)
- 20 settembre - Anton Weidinger, trombettista austriaco (n. 1766)
- 22 settembre - William Tierney Clark, ingegnere britannico (n. 1783)
- 23 settembre - John Vanderlyn, pittore statunitense (n. 1775)
- 24 settembre - Francisco Javier Castaños, generale spagnolo (n. 1758)
- 24 settembre - Gustavo di Svezia, principe svedese (n. 1827)
- 25 settembre - Christoph Gudermann, matematico tedesco (n. 1798)
- 26 settembre - Luca de Samuele Cagnazzi, politico e scienziato italiano (n. 1764)
- 27 settembre - James Fillans, scultore scozzese (n. 1808)
- 27 settembre - Johann Andreas Schmeller, linguista tedesco (n. 1785)

## Ottobre(25)
- 2 ottobre - Karel Presl, botanico ceco (n. 1794)
- 2 ottobre - Girolamo Simoncelli, patriota italiano (n. 1817)
- 3 ottobre - Tirimujgan Kadin (n. 1819)
- 5 ottobre - Achille Richard, botanico francese (n. 1794)
- 6 ottobre - José Ballivián, politico boliviano (n. 1804)
- 6 ottobre - Francesco Facchini, medico, botanico e naturalista italiano (n. 1788)
- 7 ottobre - Louis François Auguste Souleyet, zoologo francese (n. 1811)
- 8 ottobre - Venerando Pulizzi, militare e direttore di banda italiano (n. 1792)
- 10 ottobre - Jean-Sébastien Rouillard, pittore francese (n. 1789)
- 11 ottobre - Gotthold Eisenstein, matematico tedesco (n. 1823)
- 12 ottobre - Emanuele Repetti, geografo, storico e naturalista italiano (n. 1776)
- 13 ottobre - John Lloyd Stephens, esploratore, scrittore e diplomatico statunitense (n. 1805)
- 15 ottobre - Friedrich Ludwig Jahn, pedagogista e patriota tedesco (n. 1778)
- 16 ottobre - Giovanni Valerio Oliveri, politico italiano
- 17 ottobre - Antal Rudolf Apponyi, diplomatico ungherese (n. 1782)
- 17 ottobre - Henri de Caisne, pittore francese (n. 1799)
- 17 ottobre - Edward Cowper, ingegnere e inventore britannico (n. 1790)
- 20 ottobre - Antonio Profumo, politico e mercante italiano (n. 1788)
- 23 ottobre - Georg August Wallin, orientalista e esploratore finlandese (n. 1811)
- 24 ottobre - Franz Kiwisch von Rotterau, ginecologo austriaco (n. 1814)
- 24 ottobre - Daniel Webster, politico statunitense (n. 1782)
- 26 ottobre - Vincenzo Gioberti, presbitero, patriota e filosofo italiano (n. 1801)
- 26 ottobre - Ádám Récsey, generale e politico ungherese (n. 1775)
- 27 ottobre - Bernhard Eunom Philippi, esploratore, naturalista e diplomatico tedesco (n. 1811)
- 31 ottobre - Edward Bransfield, militare e esploratore britannico (n. 1785)

## Novembre(22)
- 1º novembre - Massimiliano di Leuchtenberg, duca (n. 1817)
- 3 novembre - Carlos María de Alvear, militare e politico argentino (n. 1789)
- 3 novembre - Saverio Barbarisi, politico italiano (n. 1780)
- 7 novembre - Marie Lafarge, francese (n. 1816)
- 9 novembre - Francesco Saverio Abbrescia, poeta e prete italiano (n. 1813)
- 10 novembre - Giuseppe Barbieri, scrittore e poeta italiano (n. 1774)
- 10 novembre - Gideon Mantell, geologo, paleontologo e medico britannico (n. 1790)
- 11 novembre - Filippo Giacomo Albani, IV principe di Soriano nel Cimino, nobile italiano (n. 1766)
- 11 novembre - David Henshaw, politico statunitense (n. 1791)
- 14 novembre - Francesco Romani, medico italiano (n. 1785)
- 18 novembre - Anton Bernhard Fürstenau, compositore e flautista tedesco (n. 1792)
- 18 novembre - Rose-Philippine Duchesne, religiosa francese (n. 1769)
- 19 novembre - François-Xavier Badoud, notaio e politico svizzero (n. 1792)
- 20 novembre - Mary Berry, scrittrice inglese (n. 1763)
- 20 novembre - Omar Ali Saifuddin II, sultano bruneiano (n. 1799)
- 22 novembre - René de Blonay, politico francese (n. 1777)
- 26 novembre - John Josiah Guest, ingegnere e imprenditore gallese (n. 1785)
- 26 novembre - Charles de Haldat du Lys, fisico francese (n. 1769)
- 27 novembre - Ada Lovelace, nobildonna e matematica britannica (n. 1815)
- 28 novembre - Emmanuel Xánthos, rivoluzionario greco (n. 1772)
- 29 novembre - Nicolae Bălcescu, rivoluzionario rumeno (n. 1819)
- 30 novembre - Junius Brutus Booth, attore teatrale inglese (n. 1796)

## Dicembre(16)
- 3 dicembre - Mauro Tumminelli, giudice e politico italiano (n. 1778)
- 4 dicembre - Massimiliano Garuglieri, fantino italiano (n. 1813)
- 7 dicembre - Bernardo Canal, patriota italiano (n. 1824)
- 7 dicembre - Carlo Poma, medico e patriota italiano (n. 1823)
- 7 dicembre - Angelo Scarsellini, patriota italiano (n. 1823)
- 7 dicembre - Enrico Tazzoli, presbitero e patriota italiano (n. 1812)
- 7 dicembre - Giovanni Zambelli, patriota italiano (n. 1824)
- 12 dicembre - Hugo Reid, statunitense (n. 1811)
- 13 dicembre - Frances Wright, scrittrice scozzese (n. 1795)
- 14 dicembre - Giacomo Filippo de Meester Hüyoel, generale e patriota italiano (n. 1765)
- 15 dicembre - Giovanni Battista Cornero, politico italiano
- 15 dicembre - Pauline Roland, attivista francese (n. 1805)
- 16 dicembre - Andries Potgieter, politico boero (n. 1792)
- 17 dicembre - Carlo Gritti Morlacchi, vescovo cattolico italiano (n. 1777)
- 22 dicembre - James Francis Stephens, entomologo, ornitologo e zoologo inglese (n. 1792)
- 28 dicembre - Stanislaus Anton Puchner, politico austro-ungarico (n. 1779)

## Senza giorno specificato(18)
- Karol Antoniewicz, gesuita polacco (n. 1807)
- Jean Blanchet, orologiaio svizzero (n. 1767)
- Carlo Caniggia, scultore italiano (n. 1806)
- Giulio D'Andreis, generale italiano (n. 1787)
- Adam Karl August von Eschenmayer, filosofo tedesco (n. 1768)
- Ottavio Ferrari, politico italiano (n. 1789)
- Jacques Bernard Hombron, chirurgo e naturalista francese (n. 1798)
- William Hunt, giurista inglese (n. 1766)
- Egisto Mosell, compositore, oboista e flautista italiano (n. 1787)
- Uomo Dedito-all'Amore, condottiero nativo americano (n. 1780)
- Juan Ramírez Orozco, militare spagnolo (n. 1764)
- Charles Richardot, fisico francese (n. 1771)
- Johann Baptist Spaur, politico e diplomatico austriaco (n. 1777)
- Táhirih, poetessa
- Thao Suranari, siamese (n. 1771)
- Thomas Thomson, chimico inglese (n. 1773)
- Mirza Shafi Vazeh, poeta azero (n. 1796)
- Maktum I bin Butti bin Suhail, sovrano emiratino